# Etiopski Kościół Ortodoksyjny

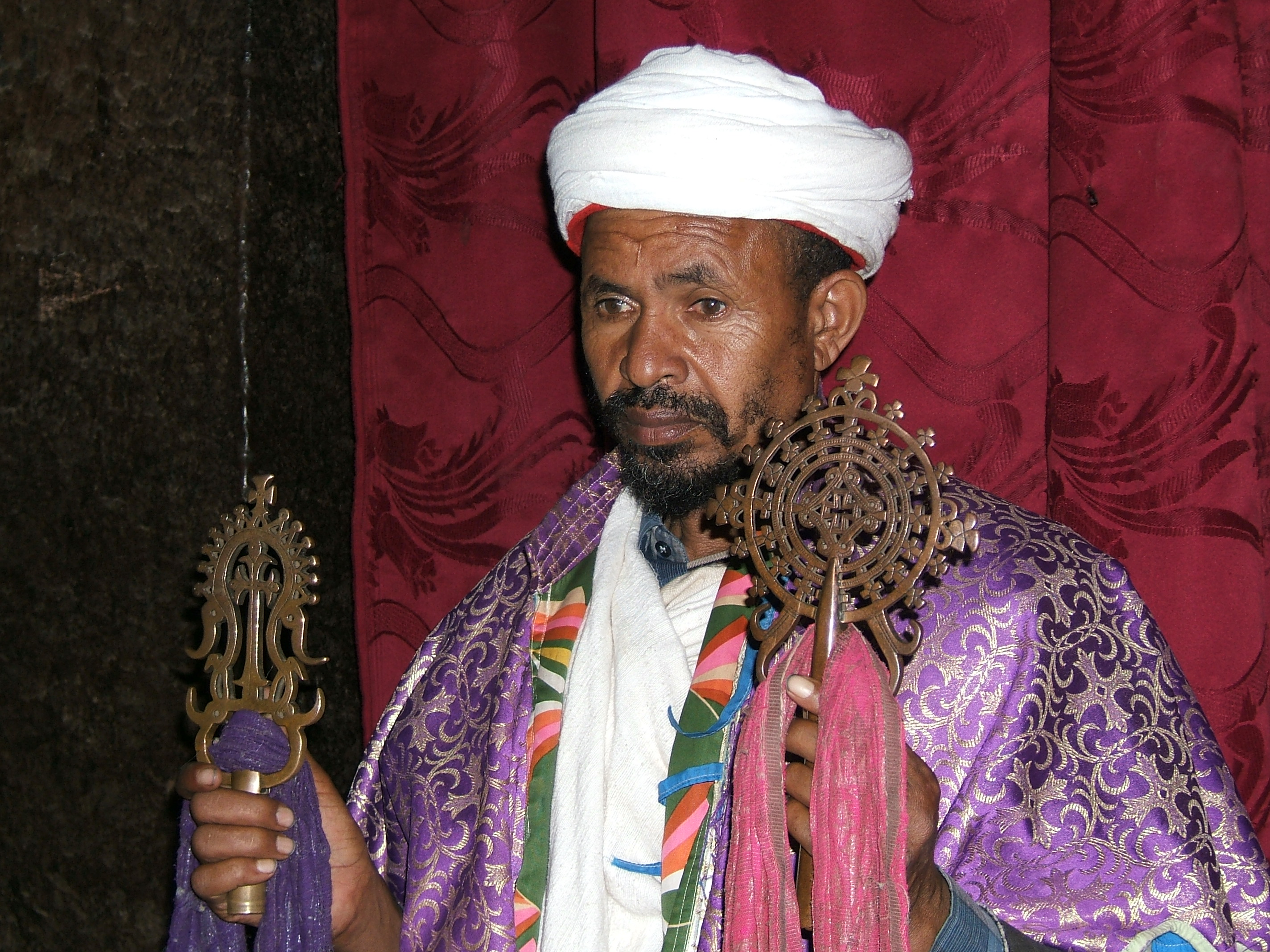
Duchowny Kościoła etiopskiego

Etiopski Kościół Ortodoksyjny Tewahedo (amh. የኢትዮጵያ ኦርቶዶክስ ተዋሕዶ ቤተ ክርስቲያን; Yäityop'ya ortodoks täwahedo bétäkrestyan) – autokefaliczny Kościół wschodni posługujący się w obrzędowości rytem aleksandryjskim, a doktrynalnie związany z chrześcijaństwem przedchalcedońskim.
Kościół etiopski jako niezależny patriarchat wyodrębnił się w XX wieku z Kościoła koptyjskiego. Od zakończenia schizmy w 2018 roku Kościół ten miał jeden synod oraz dwóch urzędujących patriarchów – Mathiasa i Merkoriosa. Taki stan rzeczy panował do śmierci tego ostatniego w 2022 roku.

## Historia
Powstał w IV wieku. Jego głównym językiem liturgicznym jest gyyz. Posiada wiele elementów wspólnych z judaizmem, np. szabat i obrzezanie. Cechuje go duża liczba postów: dla mnicha trwa on 286 dni w roku, a dla świeckich – 186 dni. Od powstania podlegał patriarsze koptyjskiemu w Aleksandrii, od 1959 roku jest autokefaliczny. Określanie go mianem „koptyjskiego” oznacza jedynie tyle, że jego liturgia, obyczaje i święte księgi są w dużej mierze wzorowane na Kościele koptyjskim. Do roku 1974 miał status Kościoła państwowego, lecz po obaleniu Hajle Syllasje I stracił ten tytuł. W okresie rządów komunistycznych był prześladowany, ale po jego upadku zaczął odbudowywać swoje struktury. Po tym, jak Erytrea uzyskała niepodległość, od Kościoła etiopskiego oddzielił się Erytrejski Kościół Ortodoksyjny.
Kościół etiopski jest największym z orientalnych Kościołów ortodoksyjnych. Szacuje się, że ma on obecnie 36 milionów wyznawców na całym świecie.
Jest członkiem Światowej Rady Kościołów.

## Schizma
Na skutek zmiennej sytuacji politycznej w Kościele doszło do schizmy. Nie miała ona charakteru doktrynalnego. Gdy utracił status Kościoła państwowego, w 1976 roku patriarcha Theophilos został aresztowany i zamordowany przez komunistyczną radę wojskową (Derg) lecz wiadomość ta nie została upubliczniona. W roku 1979 władze nakazały Kościołowi wybór nowego patriarchy, którym został abp Tekle Haymanot, pełniący urząd do 1988 roku. Jednak tego wyboru nie uznał Koptyjski Kościół Ortodoksyjny, który Kościołowi Etiopskiemu nadał autokefalię. Koptyjski Kościół Ortodoksyjny uważał, że dopóki nie są znane losy i okoliczności śmierci patriarchy Theophilosa, pozostaje on formalnie zwierzchnikiem Kościoła. Po śmierci patriarchy Haymanota synod wybrał na ten urząd patriarchę Merkoriosa.
W 1991 roku, gdy upadł reżim Dergu, a władzę przejęła koalicja znana jako Etiopski Ludowo-Rewolucyjny Front Demokratyczny, patriarcha Merkorios został zmuszony do abdykacji i wraz z częścią hierarchii Kościoła uciekł do Stanów Zjednoczonych. Etiopski synod Kościoła wybrał na urząd patriarchy abp. Paulosa. Natomiast przebywający na emigracji patriarcha Merkorios oświadczył, że jego abdykacja jest nieważna, co doprowadziło do powstania alternatywnego Synodu Etiopskiego Kościoła Prawosławnego na Uchodźstwie. Synod ten został uznany przez znaczną część diaspory etiopskiej w Stanach Zjednoczonych i w Europie Zachodniej. W 2012 roku, po śmierci patriarchy Paulosa, synod w Etiopii wybrał na urząd patriarchę Mathiasa.
Po 27 latach schizma została zakończona 26 lipca 2018 r. podczas liturgii w etiopskim soborze św. Michała w Waszyngtonie. Na mocy zawartego porozumienia podpisanego w obecności premiera Etiopii dr. Abiya Ahmeda Alego oraz hierarchów obu podzielonych jurysdykcji, w miejsce Synodu Etiopskiego oraz Synodu na Uchodźstwie przywrócono jeden Synod Kościoła z dwoma urzędującymi patriarchami – Mathiasem i Merkoriosem, którzy są sobie równi w sprawowanych godnościach.
3 maja 2022 roku zmarł patriarcha Merkorios.